# Fontenay-le-Pesnel
Fontenay-le-Pesnel är en kommun i departementet Calvados i regionen Normandie i norra Frankrike. Kommunen ligger i kantonen Tilly-sur-Seulles som ligger i arrondissementet Caen. År 2022 hade Fontenay-le-Pesnel 1 237 invånare.

## Befolkningsutveckling
Antalet invånare i kommunen Fontenay-le-Pesnel
Referens: INSEE